# Style ~get glory in this hand~
Singles de High and Mighty Color
Days
(2005) Ichirin no Hana
(2006)
Style ~get glory in this hand~ est le 7e single de High and Mighty Color sorti sous le label SME Records le 9 novembre 2005 au Japon. Il atteint la 19e place du classement de l'Oricon et reste classé 6 semaines pour un total de 12 774 exemplaires vendus.
Style ~get glory in this hand~ se trouve sur l'album Gou on Progressive et sur la compilation 10 Color Singles.

## Liste des titres
Toutes les paroles sont écrites par High and Mighty Color.
| 1. | Style ~get glory in this hand~ | 4:14 |
| 2. | Energy                         | 5:15 |